# Taichung
Taichung (chinesisch 臺中市 / 台中市, Pinyin Táizhōng Shì, Tongyong Pinyin Táijhōng Shìh, W.-G. T'ai-chung-shih, Zhuyin ㄊㄞˊ ㄓㄨㄥ ㄕˋ, Pe̍h-ōe-jī Tâi-tiong-chhī – „Mitteltaiwan-Stadt“) ist eine Millionenstadt an der Westküste in der Mitte Taiwans. Sie ist eine von sechs regierungsunmittelbaren Städten der Republik China und mit über 2,8 Millionen Einwohnern die nach Neu-Taipeh zweitgrößte Stadt des Landes. Taichung ist Standort des Kraftwerks mit dem weltweit größten Kohlendioxidausstoß (36,336 Millionen Tonnen pro Jahr; Stand 2009).

## Geographie
Das Gebiet von Taichung wird begrenzt vom Landkreis Miaoli im Norden und den Landkreisen Changhua und Nantou im Süden. Im Westen liegt die Taiwanstraße, an der Ostspitze die Landkreise Hsinchu, Yilan und Hualien.
Die Küstenebene im Westen und das von dieser durch eine Hügelkette getrennte Taichung-Becken um die Kernstadt Taichung sind dicht besiedelt und hoch industrialisiert. Die drei einwohnerstärksten Bezirke Fengyuan, Dali und Taiping, die bis 2010 den Status von Großstädten hatten, liegen im Umland der Kernstadt. Im Osten reicht das Stadtgebiet weit in das unwegsame taiwanische Zentralgebirge hinein. Dort umfasst der etwa 11.000 Einwohner (0,4 % der Stadtbevölkerung) zählende Bezirk (bis 2010 Landgemeinde) Heping flächenmäßig knapp die Hälfte des Stadtgebiets.
Der Bezirk Heping hat Anteil am im Zentralgebirge liegenden Shei-Pa-Nationalpark sowie am bis zur Ostküste der Insel reichenden Taroko-Nationalpark. Der Xueshan (雪山), mit 3.886 m der zweithöchste Berg Taiwans, liegt an der Grenze zum nördlichen Nachbarkreis Miaoli.

## Klima
Taichung hat angeblich das beste Klima in Taiwan. Das Wetter ist relativ mild mit einer angenehmen Brise, die von der Küste her in die Stadt hineinweht. Im Gegensatz zur Hauptstadt Taipeh ist die Anzahl der Regentage geringer, die Temperatur ist weniger heiß als im Süden Taiwans. Die Durchschnittstemperatur beträgt 23,3 °C, im Jahr fällt durchschnittlich 1773 mm Niederschlag.
|                        | Jan  | Feb  | Mär  | Apr   | Mai   | Jun   | Jul   | Aug  | Sep   | Okt  | Nov  | Dez  |   |       |
| Mittl. Temperatur (°C) | 16,6 | 17,3 | 19,6 | 23,1  | 26    | 27,6  | 28,6  | 28,3 | 27,4  | 25,2 | 21,9 | 18,1 | ⌀ | 23,3  |
| Mittl. Tagesmax. (°C)  | 22   | 22,4 | 24,6 | 27,6  | 30,2  | 31,9  | 33    | 32,6 | 31,8  | 30,1 | 27   | 23,6 | ⌀ | 28,1  |
| Mittl. Tagesmin. (°C)  | 12,9 | 13,9 | 16   | 19,6  | 22,6  | 24,4  | 25,2  | 25,1 | 24,1  | 21,8 | 18,2 | 14,2 | ⌀ | 19,9  |
|                        |      |      |      |       |       |       |       |      |       |      |      |      |   |       |
| Niederschlag (mm)      | 30,3 | 89,8 | 103  | 145,4 | 231,5 | 331,2 | 307,9 | 302  | 164,5 | 23,2 | 18,3 | 25,9 | Σ | 1773  |
|                        |      |      |      |       |       |       |       |      |       |      |      |      |   |       |
| Sonnenstunden (h/d)    | 5,7  | 5    | 4,8  | 4,6   | 5,1   | 5,3   | 6,4   | 5,8  | 5,9   | 6,6  | 6    | 5,9  | ⌀ | 5,6   |
|                        |      |      |      |       |       |       |       |      |       |      |      |      |   |       |
| Regentage (d)          | 6,6  | 9,2  | 11,2 | 11,8  | 12,2  | 14,6  | 12,8  | 15,4 | 9,2   | 2,6  | 3,7  | 4,3  | Σ | 113,6 |

| 12,9 |

| 13,9 |

| 16 |

| 19,6 |

| 22,6 |

| 24,4 |

| 25,2 |

| 25,1 |

| 24,1 |

| 21,8 |

| 18,2 |

| 14,2 |

| 12,9 |

| 13,9 |

| 16 |

| 19,6 |

| 22,6 |

| 24,4 |

| 25,2 |

| 25,1 |

| 24,1 |

| 21,8 |

| 18,2 |

| 14,2 |

## Geschichte
Die Gegend wird seit mehr als 4000 Jahren von Menschen bewohnt.
Zu Beginn der historischen Zeit lebten und jagten hier Ureinwohnerstämme der westtaiwanischen Ebene (Sammelbegriff Pingpu 平埔族). Während der Qing-Dynastie wanderten zahlreiche Festlandschinesen aus den Provinzen Fujian und Kanton ein. Es entwickelte sich zu dieser Zeit unter anderem der Ort Dadun (大墩), damals der wichtigste Ort der Gegend. Heute erinnert die Da-Dun-Straße in Taichung an die Ortschaft.
Während der japanischen Herrschaft über Taiwan ab 1895 wurde der Ort in Taichū (japanisch 臺中) umbenannt. Ab 1903 wurden die Straßen im heutigen Zentrum der Stadt sowie der Stadtpark (臺中公園) angelegt. Zu Beginn des 20. Jahrhunderts wurde Taichung eine Hochburg des taiwanischen Nationalismus. Während die meisten Schulen dieser Zeit von Japanern errichtet wurden, wurde die Taichū-Mittelschule (heute Erste Städtische Fortgeschrittene Oberschule, First Senior High School, TCSFH) von Taiwanern mit dem Ziel gegründet, taiwanische Kultur zu fördern. Während der japanischen Herrschaft wurde die Insel Taiwan 1920 in sieben Präfekturen eingeteilt. Eine davon war die Präfektur Taichū, die das heutige Taichung sowie die späteren Landkreise Changhua und Nantou umfasste.
Nach dem Zweiten Weltkrieg kam Taiwan zur Republik China. Die japanischen Verwaltungseinheiten wurden zunächst weitergeführt, jedoch umbenannt. Aus der Präfektur wurde der Landkreis Taichung. Das eigentliche städtische Siedlungsgebiet blieb als kreisfreie Stadt Taichung ausgegliedert. 1950 erfolgte eine neue Verwaltungsreform und die beiden neuen Landkreise Changhua und Nantou wurden vom Landkreis Taichung abgetrennt. Am 25. Dezember 2010 wurde der umliegende Landkreis Taichung aufgelöst und in die Stadt eingemeindet. Dadurch stieg die Einwohnerzahl von knapp 1,1 Millionen auf über 2,6 Millionen und die Stadtfläche wuchs von 163 km² auf 2215 km² an. Gleichzeitig wurde Taichung aus der Provinz Taiwan ausgegliedert und erhielt den Status einer regierungsunmittelbaren Stadt.

## Administrative Gliederung
Die im Dezember 2010 vergrößerte Stadt Taichung ist in 29 Bezirke (區,  Qū) eingeteilt. Von diesen kommen acht Bezirke aus der „Kernstadt“ (Einwohner und Fläche mit Stand Dez. 2017):
|                    | Bezirk (deutsch, chin., Hanyu Pinyin) | Bezirk (deutsch, chin., Hanyu Pinyin) | Einwohner 2017 | Fläche km² | Bev.-dichte Einw./km² |
| Schematische Karte | Xitun                                 | 西屯區, Xītún qū                      | 227.043        | 039,8467   | 05.698                |
| Schematische Karte | Beitun                                | 北屯區, Běitún qū                     | 274.819        | 062,7034   | 04.383                |
| Schematische Karte | Nantun                                | 南屯區, Nántún qū                     | 168.760        | 031,2578   | 05.399                |
| Schematische Karte | Nordbezirk                            | 北區, Běi qū                          | 147.653        | 06,9376    | 21.283                |
| Schematische Karte | Westbezirk                            | 西區, Xī qū                           | 115.627        | 05,7042    | 20.271                |
| Schematische Karte | Zentrum                               | 中區, Zhōng qū                        | 018.450        | 00,8803    | 20.959                |
| Schematische Karte | Ostbezirk                             | 東區, Dōng qū                         | 075.811        | 09,2855    | 08.164                |
| Schematische Karte | Südbezirk                             | 南區, Nán qū                          | 125.067        | 06,8101    | 18.365                |

Die übrigen 21 Bezirke sind aus den zuvor eigenständigen Städten und Gemeinden des Landkreises Taichung hervorgegangen (Einwohnerzahl Dezember 2017):
| Bezirk   | chin.  | Einwohner | Fläche (km²) | Einw./km² | Hanyu Pinyin | Tongyong  | Wade-Giles  | Taiwanisch (POJ) |
| -------- | ------ | --------- | ------------ | --------- | ------------ | --------- | ----------- | ---------------- |
| Da’an    | 大安區 | 19.303    | 27,4045      | 704       | Dà'ān        | Dà-an     | Ta-an       | Tāi-an           |
| Dadu     | 大肚區 | 57.322    | 37,0024      | 1.549     | Dàdù         | Dàdù      | Ta-tu       | Tōa-tō͘           |
| Dajia    | 大甲區 | 77.761    | 58,5192      | 1.329     | Dàjiǎ        | Dàjiǎ     | Ta-chia     | Tāi-kah          |
| Dali     | 大里區 | 211.492   | 28,8758      | 7.324     | Dàlǐ         | Dàlǐ      | Ta-li       | Tāi-lí           |
| Daya     | 大雅區 | 95.203    | 32,4109      | 2.937     | Dàyǎ         | Dàyǎ      | Ta-ya       | Tāi-ngé          |
| Dongshi  | 東勢區 | 50.714    | 117,4065     | 432       | Dōngshì      | Dongshìh  | Tung-shih   | Tang-sì          |
| Fengyuan | 豐原區 | 166.879   | 41,1845      | 4.052     | Fēngyúan     | Fongyúan  | Feng-yüan   | Hong-goân        |
| Heping   | 和平區 | 10.949    | 1.037,8192   | 11        | Hépíng       | Hépíng    | Ho-p'ing    | Hô-pêng          |
| Houli    | 后里區 | 54.482    | 58,9439      | 924       | Hòulǐ        | Hòulǐ     | Hou-li      | Aū-lí            |
| Longjing | 龍井區 | 77.818    | 38,0377      | 2.046     | Lóngjǐng     | Lóngjǐng  | Lung-ching  | Liông-chéⁿ       |
| Qingshui | 清水區 | 86.420    | 64,1709      | 1.347     | Qīngshuǐ     | Cingshuěi | Ch'ing-shui | Chheng-chúi      |
| Shalu    | 沙鹿區 | 92.645    | 40,4604      | 2.290     | Shālù        | Shālù     | Sha-lu      | Soa-la̍k          |
| Shengang | 神岡區 | 65.553    | 35,0445      | 1.871     | Shéngāng     | Shéngang  | Shen-kang   | Sin-kóng         |
| Shigang  | 石岡區 | 15.066    | 18,2105      | 827       | Shígāng      | Shíhgang  | Shih-kang   | Chio̍h-kng        |
| Taiping  | 太平區 | 189.066   | 120,7473     | 1.566     | Tàipíng      | Tàipíng   | T'ai-p'ing  | Thài-pêng        |
| Tanzi    | 潭子區 | 108.288   | 25,8497      | 4.189     | Tánzǐ        | Tánzǐh    | T'an-tzu    | Thâm-chú         |
| Xinshe   | 新社區 | 24.754    | 68,8874      | 359       | Xīnshè       | Sinshè    | Hsin-she    | Sin-siā          |
| Waipu    | 外埔區 | 32.185    | 42,4099      | 759       | Wàipǔ        | Wàipǔ     | Wai-p'u     | Goā-po͘           |
| Wufeng   | 霧峰區 | 65.393    | 98,0779      | 667       | Wùfēng       | Wùfong    | Wu-feng     | Bū-hong          |
| Wuqi     | 梧棲區 | 57.993    | 16,6049      | 3.493     | Wúqī         | Wúci      | Wu-ch'i     | Gō•-chhe         |
| Wuri     | 烏日區 | 74.554    | 43,4032      | 1.718     | Wūrì         | Wurìh     | Wu-jih      | O•-ji̍t           |

| Stadtbezirke von Taichung |
| --- |
| Xinshe Tanzi Shigang Shengang Houli Heping Fengyuan Dongshi Daya Wuqi Waipu Shalu Qingshui Longjing Dajia Dadu Da’an Xitun Wuri Wufeng West Taiping Süd Nord Nantun Ost Dali Zentrum Beitun Landkreis Yilan Landkreis Miaoli Landkreis Nantou Landkreis · Hualien Landkreis Hsinchu Landkreis Changhua |

## Bildung

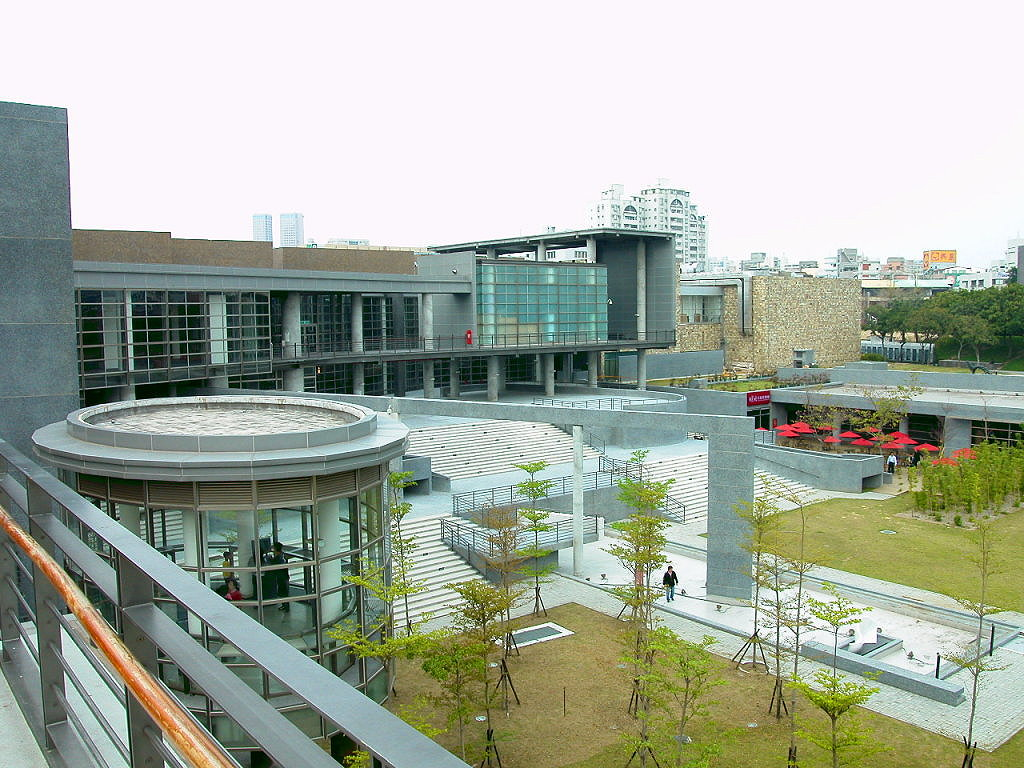
Nationales Museum für bildende Kunst

In Taichung befinden sich 11 Universitäten und Colleges. Die drei wichtigsten Universitäten sind die Chung-Hsing-Nationaluniversität (國立中興大學), die Feng-Chia-Universität (逢甲大學) und die Tunghai-Universität (東海大學), auf deren Campus die Luce-Gedächtniskapelle des Architekten Ieoh Ming Pei steht.

## Wirtschaft
Taichung ist ein Zentrum der weltweiten Fahrradindustrie. Der weltgrößte Fahrradhersteller Giant hat hier seinen Stammsitz. Viele kleine und teilweise hoch spezialisierte Zulieferer in der Stadt produzieren Fahrradkomponenten, die als OEM-Produkte weltweit unter anderem Namen vertrieben werden. Bekanntere Unternehmen sind der Nabenhersteller KT Quando und der Bremsenspezialist Tektro.
In Taichung befindet sich zudem der Central Taiwan Science Park, in dem u. a. TSMC eine Halbleiterfabrik (Fab 15) betreibt.

## Sehenswürdigkeiten

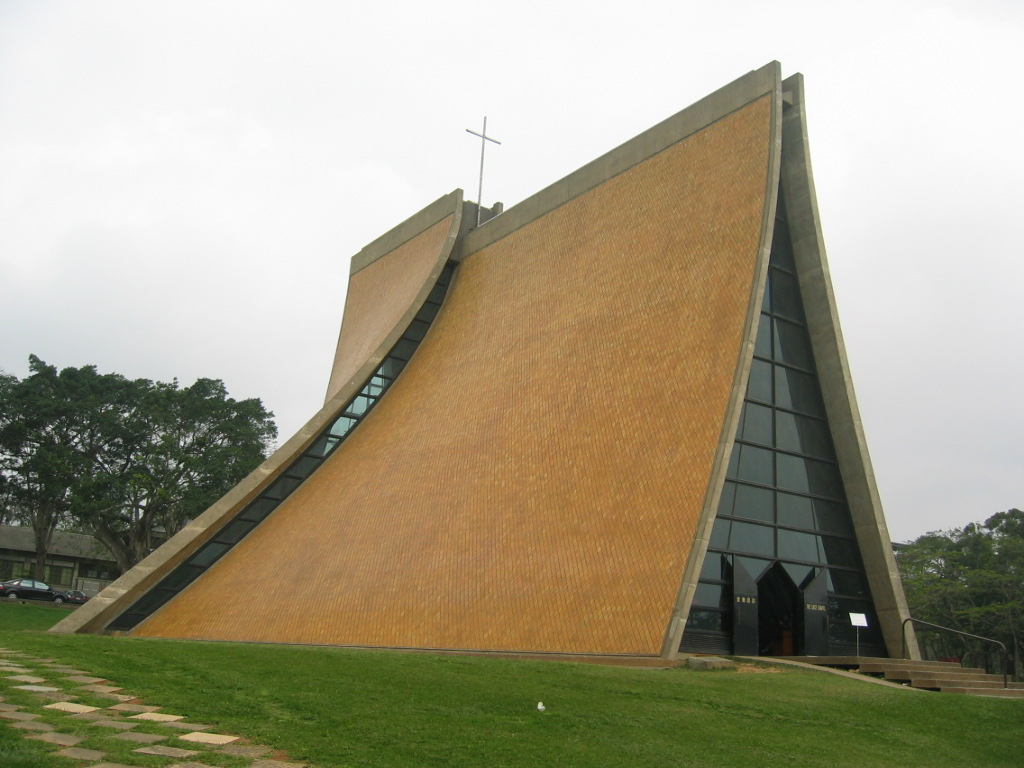
Die Luce-Gedächtniskapelle

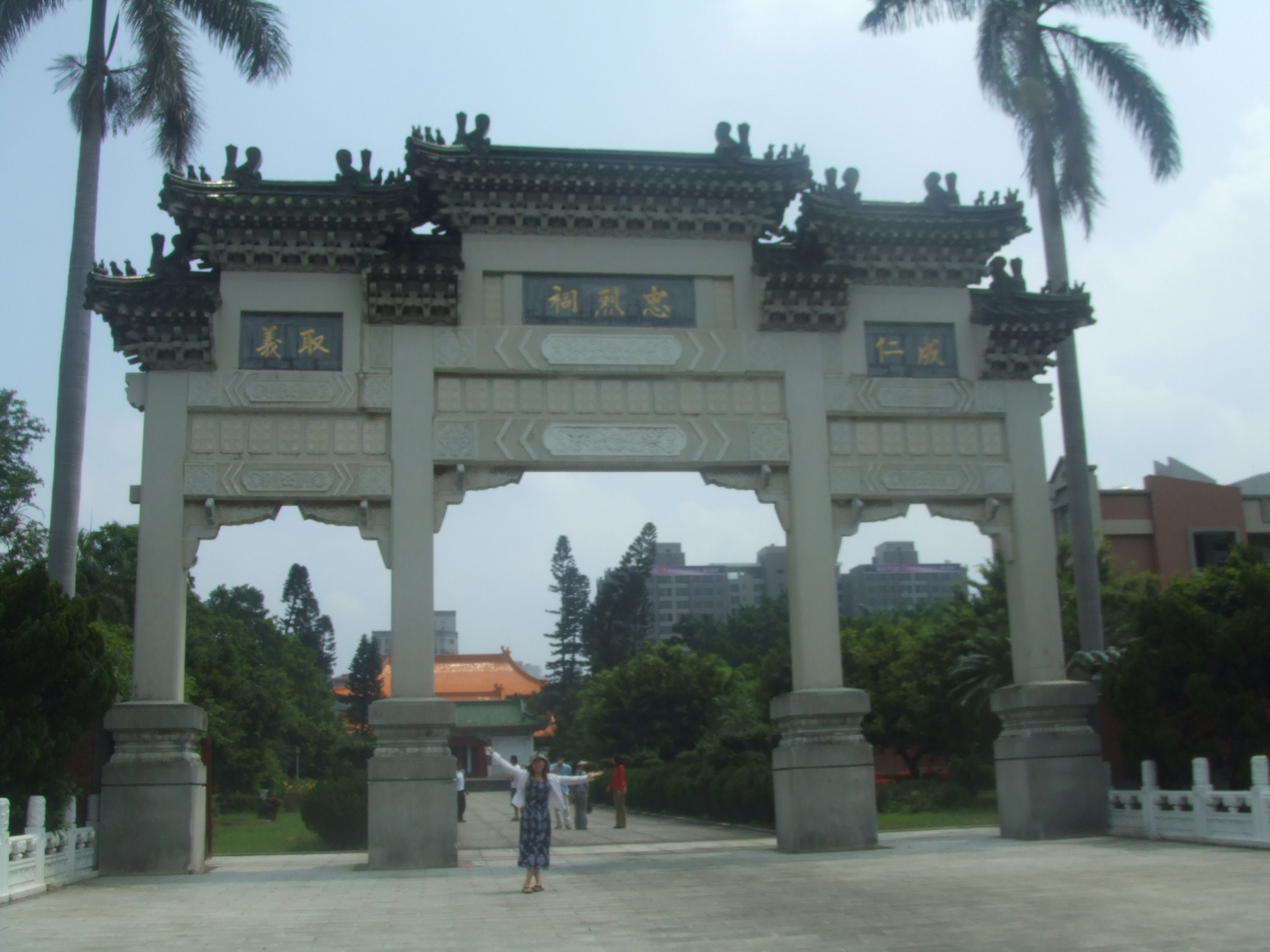
Taiwanische Heldengedenkstätte

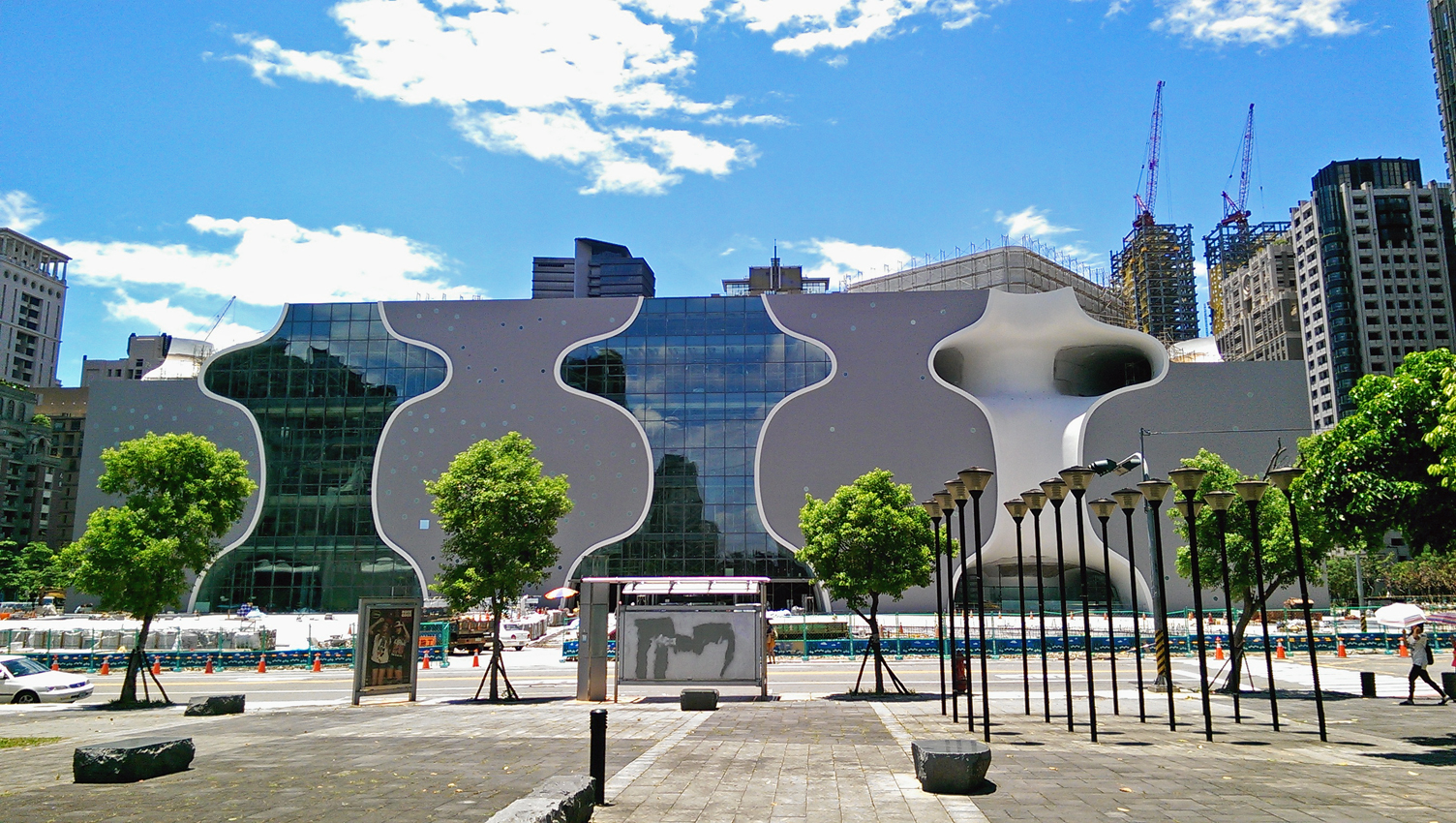
Städtisches Opernhaus Taichung

Das Nationalmuseum für Naturgeschichte wurde 1993 eröffnet. Es umfasst unter anderem einen botanischen Garten und ein Omnimax-Kino. Das Kunstmuseum der Stadt gilt ebenfalls als eines der besten in Taiwan, ein Großteil der Ausstellungen sind jedoch Wanderausstellungen.
Im Stadtgebiet befinden sich mehrere kleinere und größere Tempel, von denen einige im 19. Jahrhundert für traditionelle lokale Volksgötter errichtet wurden. Zudem gibt es neben buddhistischen, taoistischen und Mazu-Tempeln auch noch einen Konfuziustempel.
In Taichung gibt es einige Nachtmärkte. Die Gegend um Yizhong (一中街,  Yīzhōng jiē) ist mit vielen kleinen Läden ein beliebter Treffpunkt. Zudem gibt es einige größere Einkaufszentren.
Das Städtische Opernhaus des japanischen Architekten Toyo Ito wurde 2014 fertiggestellt.
Die Militärsiedlung Caihong wurde künstlerisch dekoriert.

## Verkehr

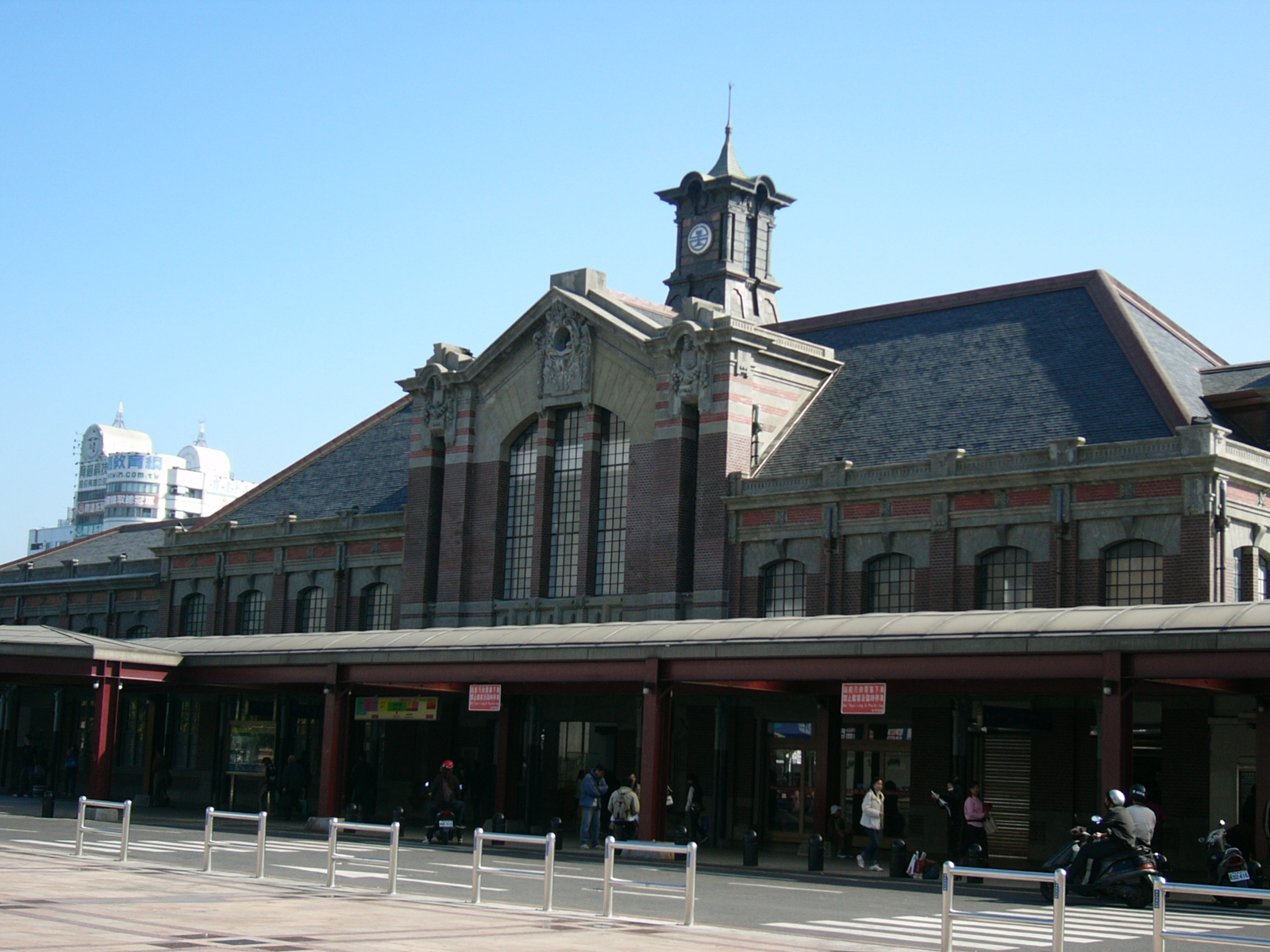
Der alte Bahnhof von Taichung

Die Autobahn 1 (Sun-Yat-sen-Autobahn) sowie die Autobahn 3 verbinden Taichung mit anderen Städten an der Westküste Taiwans und mit Taipeh.
Taichung ist außerdem an die die Insel umrundende Eisenbahnstrecke angeschlossen, alle wichtigen Züge der Nord-Süd-Verbindung halten hier. Der Hauptbahnhof wurde 1917 während der japanischen Kolonialzeit im Renaissance-Stil gebaut. Die Hauptstrecke der Taiwanischen Eisenbahn TRA verzweigt sich im Bereich Taichung in zwei parallele Linien, von denen eine in der Küstenebene und die andere im Taichung-Becken das ehemalige Kreisgebiet durchquert.
Taichung ist an die Hochgeschwindigkeitsbahn Taiwan High Speed Rail (HSR) angeschlossen. Der Bahnhof befindet sich südlich des Zentrums im Bezirk Wuri. Dorthin wird auch die Eisenbahnstation von Wuri verlegt, die dort die Trasse der HSR überquert. Express-HSR-Züge halten auf ihrem Weg von Taipeh nach Zuoying/Kaohsiung und zurück nur in Taichung und Banqiao, gewöhnliche Züge außerdem in Taoyuan, Hsinchu, Chiayi und Tainan. Der HSR-Bahnhof ist an das Netz der Metro Taichung angeschlossen.
Der Flughafen Taichung (RMQ) ist der drittgrößte und neueste internationale Flughafen Taiwans. Er liegt etwa 20 km außerhalb des Stadtzentrums und wurde 2004 eröffnet. 2021 gibt es Inlandsverbindungen nach Taipeh und Hualien sowie zu den zu Taiwan gehörenden Inseln Kinmen und den Pescadoren; internationale Verbindungen sind unter anderen Hongkong, Macao, Okinawa, Narita, Seoul-Incheon Ho-Chi-Minh-Stadt, Hanoi, Bangkok. In der Volksrepublik China werden  Hangzhou, Ningpo, Wuxi, Meizhou, Shenzhen, Guangzhou und Sanya angeflogen.
Der Hafen Taichung ist der nach dem Hafen Kaohsiung größte an der Taiwanstraße gelegene Hafen Taiwans.
Der innerstädtische Personennahverkehr wird hauptsächlich von ca. 275 Buslinien, welche von verschiedenen Unternehmen betrieben werden, bewältigt.
2021 wurde außerdem die Metro Taichung eröffnet, welche derzeit aus einer Linie besteht. Insgesamt sind fünf Linien geplant, wobei die geplante blaue Linie eine 2014 eröffnete und 2015 stillgelegte BRT-Strecke ersetzen wird.

## Stadtsymbole
Wie viele Orte in Taiwan hat sich Taichung einige Lebewesen zu offiziellen Symbolen gewählt. Als „Stadtvogel“ gilt die Weißohrtimalie (Heterophasia auricularis, 白耳畫眉), ein in den Wäldern Taiwans vorkommender Singvogel. Er soll die Hilfsbereitschaft der Bewohner Taichungs symbolisieren. Die „Stadtblume“ Taichungs ist die Blüte der Taiwan-Kirsche (Prunus campanulata, 山櫻花), einer von der Insel Taiwan stammenden Kirschbaumart, die in einer Höhe von 300 bis 2000 Metern wächst und weiße bis blassrosafarbene Blüten aufweist, die gerne auch als Motiv für ornamentale Zwecke verwendet werden. Der offizielle „Stadtbaum“ ist Pinus morrisonicola, die „Fünfblättrige Pinie“ (五葉松), ein großer, dekorativer Nadelbaum, der endemisch in Taiwan vorkommt und gerne in der Landschaftsarchitektur verwendet wird, wo er z. B. in Tempelanlagen, Palästen und Ziergärten angepflanzt wurde und wird. Seit altersher war der Baum ein beliebtes Motiv in der chinesischen Malerei.

## Kulinarisches
Berühmt ist Taichung vor allem für seine Teehäuser. Der Schwarze-Perlen-Milchtee (珍珠奶茶,  Zhēnzhū Nǎichá), auch Bubble Tea genannt, stammt aus Taichung. Außerdem sind die sogenannten Sonnenkekse (太陽餅,  Tàiyángbǐng) ein beliebtes Mitbringsel aus Taichung.

## Söhne und Töchter der Stadt
- Liu Sung-pan (1931–2016), taiwanischer Politiker
- Richard Lin (1933–2011), britischer Maler und Bildhauer
- Peter Chen (* 1947), US-amerikanisch-taiwanischer Informatiker
- David Ho (* 1952), US-amerikanisch-taiwanischer AIDS-Forscher
- Lai Shin-yuan (* 1956), Politikerin
- Peter Chao Yung-Chi (* 1973), römisch-katholischer Geistlicher, Weihbischof in Taipeh
- Lin Chia-ying (* 1982), Kugelstoßerin
- Chang Ming-huang (* 1982), Kugelstoßer und Diskuswerfer
- Hsiao Mei-yu (* 1985), Radsportlerin
- Joe Wu (* 1986), neuseeländischer Badmintonspieler
- Edward Chen (* 1996), Schauspieler
- Wu Tung-lin (* 1998), Tennisspieler
- Ye Hong-wei (* 1999), Badmintonspielerin
- Ke Xin-ping (* 2001), Beachhandballspielerin

## Partnerstädte
Taichung hat mit 23 Städten Partnerschaftsabkommen geschlossen (Stand: 2018, die Jahreszahlen geben das Jahr der Vereinbarung an):
| - Columbia (South Carolina), U.S.A. (2014) - Columbus (Georgia), U.S.A. (2007) - San Pedro Sula, Honduras (2003) - Kwajalein-Atoll, Marshallinseln (2002) - Tacoma, Washington, U.S.A. (2000) - Nassau County, U.S.A. (1997) - Auckland, Neuseeland (1996) - Montgomery County, U.S.A. (1990) - Mexicali B.C., Niederkalifornien, Mexiko (1989) - Manchester, U.S.A. (1989) - Austin, U.S.A. (1986) - Sumter County (South Carolina), U.S.A. (1986) | - Reno, U.S.A. (1985) - Msunduzi, KwaZulu-Natal, Südafrika (1983) - San Diego, (Kalifornien), U.S.A. (1983) - Contra Costa County (Kalifornien), U.S.A. (1983) - Winnipeg (Manitoba), Kanada (1982) - Cheyenne (Wyoming), U.S.A. (1981) - Baton Rouge (Louisiana), U.S.A. (1980) - Tucson (Arizona), U.S.A. (1979) - Santa Cruz de la Sierra, Bolivien (1978) - Chungju, Südkorea (1969) - New Haven (Connecticut), U.S.A. (1965) |